# Règle de Naegele
La règle de Naegele est une règle mathématique permettant de calculer la date normale de l'accouchement d'une femme enceinte. Elle  porte le nom du gynécologue de Heidelberg Franz Karl Naegele (né à Düsseldorf, Allemagne, en 1778, mort en 1851).

## Règle
La règle de Naegele s'applique pour un cycle menstruel d'une durée de 28 jours. Elle permet de déterminer la date d'accouchement à terme (Expected Date of Delivery EDD ou Estimated Date of Confinement EDC).
La règle consiste à ajouter 7 jours à la date du premier jour des dernières menstruations et à y ajouter neuf mois (ou retrancher trois mois).

## Exemples
- Exemple 1 :

date du premier jour des dernières règles : 15 janvier.
calcul : 
15 + 7 = 22
janvier (1er mois de l'année) + 9 mois = 10e mois = octobre
naissance à terme le 22 octobre.
- Exemple 2 :

date du premier jour des dernières règles : 3 mai.
calcul : 
3 + 7 = 10
mai (5e mois de l'année) - 3 mois = 2e mois = février
naissance à terme le 10 février.
La règle peut être rendue plus précise en considérant le jour de la semaine où ont pris fin les règles et en ajustant la date trouvée par la règle de Naegele au même jour de la semaine le plus proche.
Pour reprendre l'exemple 2 ci-dessus, en 2009, le 3 mai est un dimanche. La date d'accouchement prévue par la règle est le 10 février 2010, qui est un mercredi. On ramène la date au dimanche précédent, soit le 7 février 2010.

## Bases du calcul

### Durée du cycle menstruel
La règle de Naegele suppose un cycle menstruel d'une durée de 28 jours, avec une ovulation et une conception intervenant le 14e jour. Elle sera donc prise en défaut si l'ovulation intervient plus tôt ou plus tard au cours du cycle, ou pour des femmes avec des cycles menstruels irréguliers. Certaines femmes peuvent aussi subir un léger saignement en début de grossesse (huit à neuf jours après la fécondation), préfigurant une fausse couche, ce qui ajoute encore à la confusion si celui-ci est pris pour des règles.
Il est possible d'ajuster la règle à un cycle menstruel d'une durée différente de 28 jours en additionnant ou soustrayant la différence entre la durée réelle du cycle et 28 jours. Par exemple, pour un cycle de 27 jours, il faudrait retrancher un jour à la fin du calcul issu de la règle de Naegele et pour un cycle de 30 jours, il faudrait en ajouter deux.

### Longueur des mois calendaires
La règle suppose que tous les mois du calendrier grégorien ont la même durée, légèrement supérieure à 30 jours (365/12 = 30,416). La règle donne donc une durée de gestation de 280,75 jours. Cependant, l'inégale durée des mois du calendrier grégorien a pour résultat une surestimation de trois jours de l'EDD, pour une conception en mai. De même, l'existence des années bissextiles n'est pas prise en compte. Suivant l'année, l'EDD ne sera exacte que deux, cinq ou sept mois dans l'année.
Le tableau ci-dessous donne le nombre de jours d'écart entre le calcul issu de la règle de Naegele et la durée normale de grossesse.
| Année | Mois où ont eu lieu les dernières règles Surestimation de l'EDD par la règle de Naegele | Mois où ont eu lieu les dernières règles Surestimation de l'EDD par la règle de Naegele | Mois où ont eu lieu les dernières règles Surestimation de l'EDD par la règle de Naegele | Mois où ont eu lieu les dernières règles Surestimation de l'EDD par la règle de Naegele | Mois où ont eu lieu les dernières règles Surestimation de l'EDD par la règle de Naegele | Mois où ont eu lieu les dernières règles Surestimation de l'EDD par la règle de Naegele | Mois où ont eu lieu les dernières règles Surestimation de l'EDD par la règle de Naegele | Mois où ont eu lieu les dernières règles Surestimation de l'EDD par la règle de Naegele | Mois où ont eu lieu les dernières règles Surestimation de l'EDD par la règle de Naegele | Mois où ont eu lieu les dernières règles Surestimation de l'EDD par la règle de Naegele | Mois où ont eu lieu les dernières règles Surestimation de l'EDD par la règle de Naegele | Mois où ont eu lieu les dernières règles Surestimation de l'EDD par la règle de Naegele | Nombre de mois pour lesquels l'erreur est de | Nombre de mois pour lesquels l'erreur est de | Nombre de mois pour lesquels l'erreur est de | Nombre de mois pour lesquels l'erreur est de |
| Année | janvier                                                                                 | février                                                                                 | mars                                                                                    | avril                                                                                   | mai                                                                                     | juin                                                                                    | juillet                                                                                 | août                                                                                    | septembre                                                                               | octobre                                                                                 | novembre                                                                                | décembre                                                                                | 0 jour                                       | 1 jour                                       | 2 jours                                      | 3 jours                                      |
| ----- | --------------------------------------------------------------------------------------- | --------------------------------------------------------------------------------------- | --------------------------------------------------------------------------------------- | --------------------------------------------------------------------------------------- | --------------------------------------------------------------------------------------- | --------------------------------------------------------------------------------------- | --------------------------------------------------------------------------------------- | --------------------------------------------------------------------------------------- | --------------------------------------------------------------------------------------- | --------------------------------------------------------------------------------------- | --------------------------------------------------------------------------------------- | --------------------------------------------------------------------------------------- | -------------------------------------------- | -------------------------------------------- | -------------------------------------------- | -------------------------------------------- |
| 2006  | 0                                                                                       | 0                                                                                       | 2                                                                                       | 2                                                                                       | 3                                                                                       | 0                                                                                       | 1                                                                                       | 0                                                                                       | 0                                                                                       | 0                                                                                       | 0                                                                                       | 1                                                                                       | 7                                            | 2                                            | 2                                            | 1                                            |
| 2007  | 0                                                                                       | 0                                                                                       | 2                                                                                       | 2                                                                                       | 3                                                                                       | 1                                                                                       | 2                                                                                       | 1                                                                                       | 1                                                                                       | 1                                                                                       | 1                                                                                       | 2                                                                                       | 2                                            | 5                                            | 4                                            | 1                                            |
| 2008  | 1                                                                                       | 1                                                                                       | 2                                                                                       | 2                                                                                       | 3                                                                                       | 0                                                                                       | 1                                                                                       | 0                                                                                       | 0                                                                                       | 0                                                                                       | 0                                                                                       | 1                                                                                       | 5                                            | 3                                            | 2                                            | 1                                            |
| 2009  | 0                                                                                       | 0                                                                                       | 2                                                                                       | 2                                                                                       | 3                                                                                       | 0                                                                                       | 1                                                                                       | 0                                                                                       | 0                                                                                       | 0                                                                                       | 0                                                                                       | 1                                                                                       | 7                                            | 2                                            | 2                                            | 1                                            |

Les effets de la durée variable des mois calendaires peuvent être éliminés en utilisant des dispositifs manuels à roue, en plastique ou métal, ou un programme sur ordinateur permettant de calculer la durée de la grossesse.

### Durée de la gestation
La règle de Naegele est basée sur une durée de gestation de quarante semaines, soit 280 jours, à partir des dernières règles, ou de 267 jours à partir de la date de conception. Des études menées sur des accouchements spontanés sans complications indiquent que ces prémisses conduisent à une date d'accouchement prématurée par rapport à la moyenne.
Une étude de 1990 suggère qu'il serait préférable de calculer l'EDD en utilisant une durée de 288 jours (40 semaines et 8 jours) à partir des dernières règles, ou 274 jours à partir de la date d'ovulation, pour une première grossesse (règle de Mittendorf-Williams). Pour les grossesses suivantes, les valeurs à employer seraient 283 jours à partir des dernières règles (40 semaines et 3 jours), ou 269 jours à partir de la date d'ovulation. Une autre étude propose d'utiliser la valeur de 282 jours (40 semaines et 2 jours) à partir des dernières règles, ou 268 jours à partir de l'ovulation, mais cela ne correspond pas à une pratique clinique largement acceptée.

## Critères d'utilisation
Pour pouvoir utiliser de façon efficace la règle de Naegele, certains critères doivent être remplis :
- Les douze cycles menstruels précédents doivent avoir été réguliers, avec une durée de 28 à 30 jours ;
- La régularité des douze cycles précédents ne doit pas résulter de l'utilisation de pilules contraceptives orales ;
- La dernière période de règles doit être normale, c'est-à-dire que la durée des saignements doit être de 3 à 5 jours, et  trois tampons utilisés quotidiennement, en moyenne.

## Comparaison avec la réalité

### La règle de Naegele donne une probabilité
La règle de Naegele ne donne que le jour où la probabilité de naissance est la plus élevée. Celle-ci n'est, en réalité, que de 3 à 5 % pour les enfants uniques, naissant sans complications. On considère comme naissance à terme un accouchement survenant dans une période allant de trois semaines avant la date déterminée par la règle de Naegele à deux semaines après. 90 % des accouchements ont lieu dans cette fourchette temporelle. 9 % des naissances correspondent à un accouchement antérieur de plus de trois semaines à la date prévue et correspondent à la prématurité (dont 3 % avant la 37e semaine de grossesse). 1 % des naissances a lieu plus de deux semaines après la date donnée par la règle et sont des naissances transférées. 
Bien que Naegele et Gauss soient contemporains, le caractère statistique de la règle de Naegele n'est que rarement perçu dans la pratique clinique. L'écart-type au voisinage d'une durée moyen de gestation doit être prise en compte, pour un cohorte particulière. Même les grossesses ultérieures, pour une même femme, obéissent à des lois statistiques. Les échographies ne permettent pas plus une détermination exacte de la date d'accouchement et les résultats sont exprimés comme une moyenne plus ou moins l'écart-type. La durée de gestation est unique pour chaque couple fœtus-mère. Il y a également des variations ethniques dans la durée de grossesse.
En pratique, l'accouchement spontané normal se produit durant un intervalle de six semaines, entre 36 et 42 semaines après la conception, et conduit à un nouveau-né viable. Les systèmes de notation de Klimek et Ballard sont les plus couramment utilisés pour la vérification post-natale de la durée de gestation,,. Ils sont basés sur le concept de terme individuel (« Laissons la naissance avoir lieu à son moment propre » - Rudolf Klimek),.

### Vérification par échographie
Comme l'estimation effectuée à partir de la règle de Naegele est basée sur la dernière période menstruelle, elle peut être entachée d'une erreur pouvant atteindre une semaine ou plus. Elle ne peut donc être qu'un estimateur de la date de l'accouchement et demande à être confirmée par une échographie effectuée au cours du premier trimestre de grossesse. Depuis les années 1970, les échographies permettent de mesurer directement la taille de l'embryon en cours de formation et permettent ainsi une estimation de la date d'origine de la grossesse. On mesure la longueur cranio-caudale et celle du bipariétal.
Les données obtenues par échographie sont plus précises si elles sont enregistrées au premier trimestre de gestation (durant les douze premières semaines de grossesse). Elles ont alors une précision de six jours avec une marge d'erreur de 5 %. Pour les échographies effectuées au second trimestre de grossesse, l'intervalle de confiance à 95 % est de huit jours, et de deux semaines pour les échographies enregistrées au troisième trimestre de gestation. Il est, dans ce cas, possible de mesurer le diamètre transversal du cervelet.
La plupart des départements d'obstétrique en Australie, au Canada, au Royaume-Uni et aux États-Unis utilise une combinaison des deux méthodes.

### Prématurité iatrogène
Les accouchements provoqués (ex: par voie médicamenteuse) induisent des risques associés à la prématurité iatrogène.
La maturité fonctionnelle du fœtus est un évènement temporel qui suit les lois auxonomiques. Un intervalle de naissance de six semaines est trop long pour être acceptable dans la pratique obstétrique. Cependant, même les mesures par échographie ne permettent guère d'affiner les prédictions.
La détermination de la date de fin de gestation est plus importante que celle du début. Le risque de prématurité iatrogène et de maladie pulmonaire pour les enfants accouchés par césarienne avant le début du travail est de 30 %, contre 11 % pour ceux qui subissent une césarienne après le début des contractions. Le pourcentage de prématurité avant la 37e semaine est doublé par le déclenchement des accouchements après le 294e jour. De même, un accouchement planifié à un moment inapproprié accroît la perte de sang. La maturité pulmonaire et le début de l'accouchement peuvent être prévus par la mesure d'une série d'Indices particulaire du fluide amniotique (Amniotic Fluid Particle Score -  AFPS) durant le dernier trimestre de la grossesse.

## Origine de la règle
Celle-ci ne peut être déterminée avec précision. Elle est décrite pour la première fois, par Naegele en 1812, dans son ouvrage Erfahrungen und Abhandlungen aus dem Gebiethe der Krankheiten des weiblichen Geschlechtes. Nebst Grundzügen einer Methodenlehre der Geburtshülfe,  mais il n'en revendique pas la paternité. Il se réfère Hermann Boerhaave, qui, déjà en 1715, s'intéresse à la durée de la grossesse. Il établit, en se basant sur la Bible, la durée de la gestation à 10 mois lunaires. Les conférences de Boerhaave sont publiées, après sa mort, par son élève Albrecht von Haller. On trouve dans celles-ci une règle de calcul de la date de fin de gestation. Il n'est cependant pas clair de savoir si Boerhaave avait prévu l'ajout de la semaine, ou si celui-ci est une modification due à von Haller. De même, le jour d'origine pour le calcul n'est pas précisément défini par Boerhaave et on ne sait pas s'il considérait le dernier jour des menstruations ou le premier jour de la dernière période.